# Леви Кардозу, Вальдемар
Вальдемар Леви Кардо́зу (порт. Waldemar Levy Cardoso; 1900—2009) — бразильский военачальник, последний маршал Бразилии.

## Биография
Родился в Рио-де-Жанейро 4 декабря в 1900 года в еврейской семье алжирско-марокканского происхождения.
Военную службу начал в 1914 году, поступив в военный колледж в городе Барбасена. Окончил его в 1918 году. В 1921 году он стал офицером артиллерии, его первым местом службы стал 4-й конный артиллерийский полк 2-й артиллерийской группы, расположенной в Иту.
В 1924 году Вальдемар Кардозу участвовал в восстании против правительства Артура Бернардиса, когда его арестовали и приговорили к двум годам тюрьмы. После отбывания наказания Федеральный верховный суд Бразилии снова рассмотрел его дело и приговорил к трем годам лишения свободы. Кардозу бежал и провел несколько лет, прячась в Паранагуа под вымышленным именем. Будучи амнистированным, участвовал в Бразильской революция 1930 года, во время которой был повышен в звании до капитана.
В феврале 1935 года он поступил в Школу Генерального штаба в Рио-де-Жанейро, завершив курс обучения в декабре 1937 года. В 1944 году в звании подполковника Вальдемар Кардозу отправился с бразильскими экспедиционными силами в Италию, где принял участие во Второй мировой войне. Был командиром 1-й экспедиционной артиллерийской группы, участвовал в битве при Монте-Кастелло вместе с войсками США.
По окончании войны Кардозу остался на действительной службе в армии. В 1951 году его отправили в Европу в качестве военного атташе посольства Бразилии во Франции и Испании. Вернувшись в Бразилию в 1953 году, он командовал 2-м гаубичным полком (2º Regimento de Obuses) 2-й артиллерийской группы в Иту, где оставался до назначения бригадным генералом. В 1957 году Вальдемар Кардозу был назначен главой канцелярии военного министра генерала Энрике Лотта. В 1961—1963 годах был командиром 2-й армейской дивизии в Сан-Паулу. В результате государственного переворота в 1964 году Кардозу занял пост начальника Главного управления снабжения армии. После своего ухода в отставку в 1966 году получил звание маршала. В связи с военной реформой 1967 года это звание перестало присваиваться в мирное время, таким образом Вальдемар Леви Кардозу стал последним маршалом Бразилии.
В апреле 1967 года он был назначен президентом Национального нефтяного совета и находился на этой должности до марта 1969 года, когда стал президентом компании Petrobras. Покинул пост президента 30 октября 1969 года и в период с 1971 по 1985 год был советником Petrobras.
Умер 13 мая в 2009 года в Рио-де-Жанейро в Центральном военном госпитале. Был похоронен с военными почестями на кладбище São João Batista в столичном районе Ботафого.
За участие во Второй мировой войне был награждён бразильскими наградами: орденом Военных заслуг и медалями Cruz de Combate de 2a Classe, Medalha de Guerra, Medalha de Campanha, Medalha Militar; а также Бронзовой звездой (США), Боевым крестом за военную доблесть (Италия), Военным крестом с пальмовой ветвью (Франция).